# Байам-Мартін
Байам-Мартін (англ. Byam Martin Island) — острів Канадського Арктичного архіпелагу. Належить до групи островів Королеви Єлизавети. Станом на 2012 рік — безлюдний.

## Географія
Площа острова становить 1150 км², він займає 17-е місце за площею серед островів Королеви Єлизавети. Найбільша довжина острова — 46 км, найбільша ширина — 37 км.
Лежить на північ від протоки Вайкаунт-Мелвілл, від острова Мелвілл, що лежить за 27 км на захід, відокремлений протокою Байам, від острова Батерст, що лежить за 35 км на північний схід — протокою Остін.

## Історія
Острів відкрив у серпні 1819 року англійський військовий моряк Вільям Едвард Паррі під час своєї першої морської експедиції з пошуку Північно-Західного проходу з Атлантичного в Тихий океан, і назвав на честь адмірала Томаса Байама Мартіна.